# St Paul's School (Londres)
La St Paul's School, fondée à Londres en 1509 par John Colet, est l'une des principales écoles indépendantes britanniques. Située à Barnes dans le borough londonien de Richmond upon Thames, à proximité d'Hammersmith Bridge, les installations existantes ont été inaugurées en 1968. Avant 1884, l'école se trouvait dans la Cité de Londres, proche de la cathédrale (dont elle prend son nom) ; de 1884 à 1968, l'école se trouvait à Hammersmith, et des installations anciennes ici, seulement l'ancienne maison du directeur survive.

## Élèves
- Isaiah Berlin, philosophe britannique.
- Jamie Hendry, directeur de théâtre britannique et producteur du West End.
- Ian McColl, homme politique britannique.
- Anthony Grant, homme politique britannique.
- George Osborne, homme politique britannique.
- Samuel Pepys, écrivain anglais.